# Liste der denkmalgeschützten Objekte in Varnsdorf
Grundlage dieser Liste der denkmalgeschützten Objekte in Varnsdorf ist die ÚSKP-Liste (Ústřední seznam kulturních památek České republiky, deutsch Zentrale Liste der Kulturdenkmäler der Tschechischen Republik), die von der tschechischen Denkmalschutzbehörde NPÚ (Národní památkový ústav, deutsch Nationale Denkmalbehörde) seit 1987 geführt wird und an die seit dem Jahr 1850 geschaffenen Listen anschließt.

## Varnsdorf(Warnsdorf)
| Lage                                                               | Objekt                                                | Beschreibung | ÚSKP-Nr.                  | Bild                        |
| ------------------------------------------------------------------ | ----------------------------------------------------- | --- | ------------------------- | --------------------------- |
| Varnsdorf, Kostelní, Karlova (Standort)                            | Borromäuskirche                                       | Kirche des hl. Borromäus | 26839/5-4042 Info Katalog | weitere Bilder              |
| Varnsdorf, Karlova, Brücke über den Karlovský potok (Standort)     | Statue des hl. Johannes von Nepomuk                   | Statue des hl. Johannes von Nepomuk auf der Brücke über den Karlsdorfer Bach (Karlovský potok) | 12288/5-5525 Info Katalog | weitere Bilder              |
| Varnsdorf, Mladoboleslavská 545, Národní (Standort)                | Bürgerhaus Nr. 545                                    | Bürgerhaus | 12285/5-5476 Info Katalog | weitere Bilder              |
| Varnsdorf, Mladoboleslavská 548 (Standort)                         | Bauernhaus Nr. 548                                    | Bauerngehöft | 14506/5-4035 Info Katalog | weitere Bilder              |
| Varnsdorf, Mladoboleslavská 855 (Standort)                         | Bürgerhaus Nr. 855                                    | Bürgerhaus | 12290/5-5477 Info Katalog | weitere Bilder              |
| Varnsdorf, Tyršova, Ležácká (Standort)                             | Altkatholische Kirche                                 | Altkatholische Kirche (Starokatolický kostel) | 16073/5-4041 Info Katalog | weitere Bilder              |
| Varnsdorf, Národní 488 (Standort)                                  | Bauernhaus Nr. 488                                    | Bauerngehöft | 15644/5-4027 Info Katalog | weitere Bilder              |
| Varnsdorf, Národní, Lidická, am Haus Nr. 488 (Standort)            | Statue des hl. Antonius                               | Statue des hl. Antonius | 41415/5-4023 Info Katalog | Statue des hl. Antonius     |
| Varnsdorf, Národní 512, Generála Svobody 3078 (Standort)           | Bürgerhaus Nr. 512 und 3078                           | Bürgerhaus mit - Gebäude Nr. 512, Nebengebäude auf dem Hof - Gebäude Nr. 3078 | 43795/5-4040 Info Katalog | Bürgerhaus Nr. 512 und 3078 |
| Varnsdorf, Národní 3075, Otáhalova 3076, 3170 (Standort)           | Textilfabrik                                          | Ehem. Textilfabrik Fröhlich, ohne Komplex der Fabrikgebäude, früher Nr. 498: - Gebäude Nr. 3075 - Gebäude Nr. 3076 - Torhaus Nr. 3170 Erbaut 1810 von den Brüdern Georg Anton Fröhlich (1780–1843) und Franz Fröhlich, deren Onkel Josef Franz Anton Fröhlich (1735–1790) auf diesem Gelände mit der Textilherstellung begonnen hatte, siehe Bild Georg Anton Fröhlich im Museum Varnsdorf | 33289/5-4038 Info Katalog | Textilfabrik                |
| Varnsdorf, náměstí E. Beneše (Standort)                            | Kirche St. Peter und Paul                             | Kirche St. Peter und Paul | 18203/5-4022 Info Katalog | weitere Bilder              |
| Varnsdorf, Erbenova 69 (Standort)                                  | Bauernhaus Nr. 69                                     | Bauerngehöft | 16175/5-4033 Info Katalog | Bauernhaus Nr. 69           |
| Varnsdorf, Petra Bezruče 110, Kamenická (Standort)                 | Petra Bezruče Nr. 110                                 | Bürgerhaus, zerstört | 12287/5-5474 Info Katalog | Petra Bezruče Nr. 110       |
| Varnsdorf, Kamenická 112 (Standort)                                | Kamenická Nr. 112                                     | Bauerngehöft, zerstört | 25643/5-4025 Info Katalog | Kamenická Nr. 112           |
| Varnsdorf, Kamenická 115 (Standort)                                | Bürgerhaus Nr. 115                                    | Bürgerhaus | 12286/5-5475 Info Katalog | Bürgerhaus Nr. 115          |
| Varnsdorf, Duchcovská 242 (Standort)                               | Bauernhaus Nr. 242                                    | Bauerngehöft | 22793/5-4026 Info Katalog | Bauernhaus Nr. 242          |
| Varnsdorf, Pohraniční stráže, gegenüber ul. Na Měkovině (Standort) | Dreifaltigkeitssäule                                  | Säule mit Skulptur der hl. Dreifaltigkeit | 30242/5-4024 Info Katalog | Dreifaltigkeitssäule        |
| Varnsdorf, Východní 402, Klostermannova (Standort)                 | Mietshaus Nr. 402                                     | Mietshaus | 39072/5-4032 Info Katalog | Mietshaus Nr. 402           |
| Varnsdorf, Poštovní 415 (Standort)                                 | Bürgerhaus Nr. 415                                    | Bürgerhaus | 15289/5-4036 Info Katalog | Bürgerhaus Nr. 415          |
| Varnsdorf, Poštovní 420 (Standort)                                 | Bürgerhaus Nr. 420                                    | Bürgerhaus | 45936/5-4037 Info Katalog | Bürgerhaus Nr. 420          |
| Varnsdorf, Pod Strání 442 (Standort)                               | Bauernhaus Nr. 442                                    | Bauerngehöft | 16854/5-4034 Info Katalog | weitere Bilder              |
| Varnsdorf, Pod Strání 452 (Standort)                               | Haus Nr. 452                                          | Umgebindehaus | 11329/5-5763 Info Katalog | weitere Bilder              |
| Varnsdorf, T. G. Masaryka (Standort)                               | Evangelische Kirche                                   | Evangelische Kirche Varnsdorf, sogen. Rote Kirche (Červený kostel) | 26639/5-4043 Info Katalog | weitere Bilder              |
| Varnsdorf, Čelakovická 744, Kostelní (Standort)                    | Bürgerhaus Nr. 744                                    | Bürgerhaus | 12289/5-5479 Info Katalog | weitere Bilder              |
| Varnsdorf, Žitavská 914 ()                                         | Žitavská Nr. 914                                      | Bauerngehöft, zerstört | 45994/5-4029 Info Katalog | Žitavská Nr. 914            |
| Varnsdorf, Bratislavská 989 (Standort)                             | Bürgerhaus Nr. 989                                    | Bürgerhaus | 17204/5-4031 Info Katalog | weitere Bilder              |
| Varnsdorf, Bratislavská 998, 3055 (Standort)                       | Bürgerhaus Nr. 998 und 3055                           | Bürgerhaus mit - Wohnhaus Nr. 998 - Hofgebäude Nr. 3055 und Schuppen | 28892/5-4030 Info Katalog | Bürgerhaus Nr. 998 und 3055 |
| Varnsdorf, Hrádek 1726 (Standort)                                  | Ausflugsrestaurant Burgsberg (Hrádek)                 | Ausflugsrestaurant Burgsberg (Hrádek) | 51203/5-5913 Info Katalog | weitere Bilder              |
| Varnsdorf ()                                                       | Denkmal zur Erinnerung an den Streik vom 5. März 1947 | Denkmal zur Erinnerung an den Streik vom 5. März 1947 bei der Firma Velveta, der sich gegen die Rückkehr des ehem. jüdischen Unternehmers Emil Beer richtete (nicht mehr unter Denkmalschutz) | 54185/5-4842 Info Katalog |                             |
| Varnsdorf ()                                                       | Klement-Gottwald-Denkmal                              | Klement-Gottwald-Denkmal (nicht mehr unter Denkmalschutz) | 52559/5-4964 Info Katalog |                             |
| Varnsdorf, Studánka (Schönborn) (Standort)                         | Kirche des hl. Franz von Assisi                       | Kirche des hl. Franz von Assisi | 105720 Info Katalog       | weitere Bilder              |